# Minck Oosterveer
Minck Oosterveer (Dordrecht, 19 juli 1961 – aldaar, 17 september 2011) was een Nederlands striptekenaar.
Oosterveer volgde een opleiding tot tekenleraar maar werd bekend door zijn strips, onder meer voor De Telegraaf en Eppo. Oosterveer werkte dertig jaar lang overwegend samen met scenarist Willem Ritstier. Ze maakten onder andere De banneling van Thoem (2011). Daarnaast werkte Oosterveer als een van de weinige Nederlandse striptekenaars voor Amerikaanse uitgevers.
Oosterveer kwam op 50-jarige leeftijd om het leven door een motorongeluk op de rondweg van Dordrecht.

## Prijzen
- Stripschapprijs (2011)

## Oeuvre (selectie[4])
- Zodiak - 9 albums
- Rick Rolluik - 2 delen
- SpeedBall Nation - 2 verhalen in Suske & Wiske-weekblad
- Claudia Brücken  - 4 albums
- Nicky Saxx - 9 albums
- Red Knight (vanaf 2e deel "De Zwarte Wolvin", onafgewerkt/niet uitgebracht, slechts enkele platen) (met Ronald Grossey)
- TRUNK - kort verhaal plus een album plus 17 pagina's van het tweede album
- Ronson Inc. - 2 albums
- Storm (2011) - De banneling van Thoem
- The Unknown (comic) (met Mark Waid)

- Biblioteca Nacional de España: XX5618337
- Bibliothèque nationale de France: cb16797922j (data)
- Gemeinsame Normdatei: 1037495284
- International Standard Name Identifier: 0000 0000 7715 8747
- Library of Congress Control Number: no2010030404
- Nederlandse Thesaurus van Auteursnamen: 069927049
- RKD-Nederlands Instituut voor Kunstgeschiedenis: 108960
- Virtual International Authority File: 107457617
- WorldCat: E39PBJrRcyyjTJ9RVwJXYQ3bBP